# Герман (Клиць)
Герман Святогірський (в миру Григорій Іванович Кліца; 3 березня 1816, місто Ніжин, Чернігівської губернії — 13 квітня 1890, Святогірський монастир) — архімандрит, настоятель Святогірського монастиря.
Зарахований до лику святих Української Православної Церкви 8 травня 2008 року, вшановується в лику преподобних. . Національність - грек. 

## Біографія
Народився 3 березня 1816 року в м. Ніжин, Чернігівської губернії, в багатодітній купецької сім'ї, дід Григорія був греком з острова Кефалінія. Був хрещений на честь свт. Григорія Палами
Закінчив Ніжинське грец. училище, вступив в Ніжинський ліцей кн. Безбородько, а в 1829 році перейшов в Московську практичну комерційну академію, де і закінчив повний курс.
У 30-х роках XIX століття займався купецької діяльністю, в 1835 році повертаючись з Ірбітської ярмарки провалився під лід Волги і після чудесного порятунку він дав обітницю стати ченцем.
В 1840 році з благословення Харківського архієп. Мелетія (Леонтовича) Григорій іде послушником в Глинську пустинь, тут його відправляють на монастирську пасіку. 20 червня 1842 його стрижуть в рясофор і призначають письмоводителем монастиря.
В 1844 році переходить у відновлений Святогірський монастир, де 7 березня 1845 року пострижений в честь свт. Германа патріарха Константинопольського, 17 березня єп. Інокентієм (Борисовим) висвячений в сан ієродиякона. Проходив послух уставщика і ввів в обителі Глинський розспів. Через конфлікт з братією в 1846 році пішов з монастиря і жив в інших монастирях. В 1847 році повернувся в монастир і 12 травня єп. Інокентієм (Борисовим) висвячений в сан ієромонаха. 23 грудня 1850 року призначений ключарем монастиря.
Після смерті ігумена Арсенія братія 25 жовтня 1859 року обрала отця Германа настоятелем, за переказами він відмовлявся, але йому явилася Богородиця і сказала, що вона буде управляти монастирем, а він буде лише тростиною в її руках. 30 жовтня 1859 року возведений у сан ігумена. 16 грудня 1861 року під час відвідин монастиря імператором Олександром II був зведений в сан архімандрита. В 1863 році призначений благочинним монастирів Харківської єпархії
Під час настоятельства о. Герман неухильно дотримувався Глинськогой статуту, розширював монастир, будував нові скити і подвір'я. Найвідоміший з них Спасо-Святогірський скит на місці катастрофи царського поїзда в Бірках, за що був нагороджений орденом Святої Анни 1-й ст.
13 квітня 1890 року о. Герман помер, причастившись Святих Христових Таїн і був похований біля входу в лікарняну церкву монастиря. Незабаром благочестиві шанувальники побудували над могилою каплицю. Після революції склеп був осквернений працівниками міліції, частина останків була похована біля огорожі Охтирського хутора, в 1995 братією відродженої обителі склеп був відновлений. У 2000 році за старими фотографіями був створений живописний портрет о. Германа.

## Нагороди
- Орден Святої Анни 1-й ст. (1890)
- Орден Святого Володимира 4-го ст (1880)
- Орден Святої Анни 2-й ст. (1869)
- Орден Святої Анни 3-го ст. (1865)